# صنایع ام۵
صنایع ام۵ (انگلیسی: M5 Industries) شرکت رسانه‌ای آمریکایی است، که در سال ۱۹۹۷ توسط جیمی هاینمن تأسیس شد.